# Timber Creek Road Camp Barn
La Timber Creek Road Camp Barn est une grange qui se trouvait autrefois dans le comté de Grand, dans le Colorado, aux États-Unis. Construite en 1930 sous la supervision de Thomas Chalmers Vint, elle était protégée au sein du parc national de Rocky Mountain et employait le style rustique du National Park Service. Inscrite au Registre national des lieux historiques le 30 juillet 1987 du fait de cette architecture remarquable, elle en a été retirée le 28 janvier 2022 après avoir été détruite par un incendie en 2020. Elle se trouvait alors en un site où elle avait été déplacée de plusieurs kilomètres depuis le nord le 31 juillet 2002.